# خرارد بوسخ فان دراکستاین
خرارد بوسخ فان دراکستاین (هلندی: Gerard Bosch van Drakestein; ۲۴ ژوئیهٔ ۱۸۸۷ – ۲۰ مارس ۱۹۷۲) دوچرخه‌سوار اهل هلند بود.
وی در مسابقات کشوری و بین‌المللی در مجموع برندهٔ ۲ مدال نقره، ۱ مدال برنز شده‌است.